# Rashad Carmichael
Pour les articles homonymes, voir Carmichael.
(en) Statistiques sur pro-football-reference et pro-football-reference
Rashad Bernard Carmichael (né le 9 septembre 1988 à Laurinburg) est un joueur américain de football américain. Il joue actuellement avec les Texans de Houston.

## Enfance
Carmichael joue à la Gwynn Park High School de Brandywine dans le Maryland.

## Carrière

### Université
Il entre à l'université de Virginia Tech, où il joue avec l'équipe de football américain des Hokies et réalise 115 tacles.

### Professionnel
Rashad Carmichael est sélectionné au quatrième tour du draft de la NFL de 2011 par les Texans de Houston au 127e choix. Le 16 septembre 2011, il est déclaré blessé jusqu'à la fin de la saison à cause d'une blessure à l'épaule.